# Royal Fleet Auxiliary

Flagge der RFA

Die Royal Fleet Auxiliary (RFA; deutsch: Königliche Hilfsflotte) ist eine zur Marine gehörende, dem Verteidigungsministerium des Vereinigten Königreichs unterstehende Hilfsflotte. In ihr sind Hilfsschiffe der britischen Royal Navy organisiert. Sie ist eine Flottille der britischen Flotte und wird vom Commodore RFA geführt. Vor dem Schiffsnamen wird regelhaft das Präfix „RFA“ genutzt. Das Personal besteht zum großen Teil aus nach den Regeln der Handelsmarine ausgebildeten Zivilisten, die eine der Royal Navy ähnliche Uniform tragen. Die Flagge der RFA ist das Blue Ensign, der britischen Dienstflagge zur See, mit einem goldenen Anker.

## Geschichte
Die RFA wurde 1905 gegründet, um die Schiffe der Royal Navy möglichst überall mit Kohle versorgen zu können, da die Segelschiffe zunehmend durch Dampfschiffe ersetzt wurden. Seither war die RFA an allen militärischen Einsätzen der britischen Streitkräfte beteiligt. Im Zweiten Weltkrieg und im Falklandkrieg hatte die RFA die größten Verluste. Zum bisher letzten Mal ging im Falklandkrieg mit dem Landungsschiff Sir Galahad ein RFA-Fahrzeug verloren.

## Auftrag
Auch heute stellt die RFA die Versorgung der Royal Navy mit Brennstoffen, Munition, Wasser und Nahrungsmitteln sicher. Außerdem verfügt die RFA über Truppentransporter, Landungsschiffe und Ausbildungsschiffe.

## Schiffe
Die der RFA unterstellten Schiffe sind auf der Schiffliste der Royal Navy zu finden.

## Dienstgrade

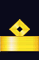
Commodore
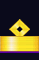
Commodore (Engineer)
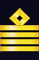
Captain
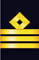
Chief Officer
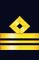
First Officer
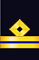
Second Officer (Communications)
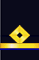
Third Officer (Communications)

Laufbahnfarben für Offiziere
| Logistics and Supply Logistik und Versorgung | Marine Engineering Schiffstechnik | Systems Engineering Systemtechnik | Communications Nachrichtenwesen |
| -------------------------------------------- | --------------------------------- | --------------------------------- | ------------------------------- |
|                                              |                                   |                                   |                                 |

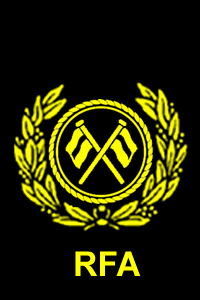
Chief Petty Officer (Communications) Oberbootsmann (Nachrichtenwesen)
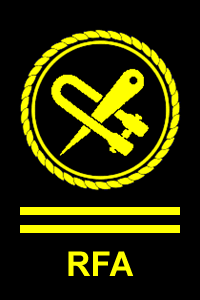
Petty Officer (Deck) Bootsmann (Deck)
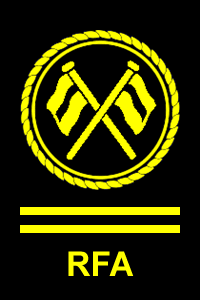
Petty Officer (Communications) Bootsmann (Nachrichtenwesen)
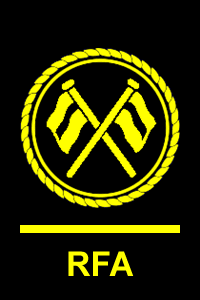
Leading Hand (Communications) Hauptmatrose (Nachrichtenwesen)
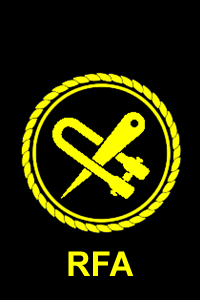
Seaman Grade 1 Obermatrose
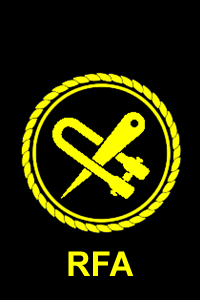
Seaman Grade 2 Matrose
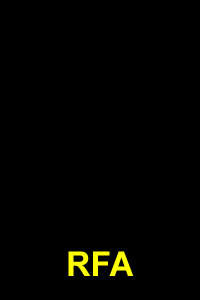
Apprentice Lehrling

## Sie auch
- Royal Maritime Auxiliary Service